# جوليان كاري
جوليان كاري (بالإنجليزية: Julian Curry)‏ هو ممثل بريطاني، ولد في 8 ديسمبر 1937 في ديفون في المملكة المتحدة.

## أعمال

### أفلام
- (1979) الأخوات برونتي
- (2004) كابتن السماء وعالم الغد

## وصلات خارجية
- جوليان كاري على موقع IMDb (الإنجليزية)
- جوليان كاري على موقع ألو سيني (الفرنسية)
- جوليان كاري على موقع أول موفي (الإنجليزية)
- جوليان كاري على موقع قاعدة بيانات الأفلام السويدية (السويدية)
- جوليان كاري على موقع قاعدة بيانات الفيلم (الإنجليزية)
- جوليان كاري على موقع كينوبويسك (الروسية)